# Zend Engine
Zend Engine je v informatice název open source skriptovacího engine (virtuální stroj) známý hlavně pro svoji důležitou úlohu v jazyce PHP, který je využíván převážně pro generování dynamických webových stránek. Původně ho vyvinuli studenti Andi Gutmans a Zeev Suraski v době, kdy studovali na Izraelském technologickém institutu (Technion). Společně později založili firmu Zend Technologies v izraelském Ramat Gan. Jméno Zend vzniklo kombinací jejich rodných jmen Zeev a Andi.

## Historie
První verze Zend Engine byla vydána v roce 1999 po boku PHP verze 4. Byl napsán jako vysoce optimalizovaný modulární backend, který bylo možné využít i mimo PHP aplikace. Jeho výkonnost, spolehlivost a rozšiřitelnost hrála významnou roli při zvyšování popularity PHP. Aktuální verze je Zend Engine 3 a je jedním ze základů PHP verze 7. Zdrojový kód pro Zend Engine je volně dostupný pod PHP Licencí (PHP License) od roku 2001 jako open source projekt. Několik programátorů z celého světa dobrovolně věnuje svůj čas a schopnosti na rozšíření a zlepšení jeho zdrojového kódu.